# Oshima-Ōshima
Oshima-Ōshima (jap. 渡島大島), amtlich nur Ōshima (大島), bezeichnet eine Vulkaninsel im Japanischen Meer westlich von Hokkaidō, der nördlichsten Hauptinsel Japans.
Die Insel wird auch Matsumae-Ōshima (松前大島) genannt und gehört zur Stadt Matsumae, Landkreis Matsumae-gun in der Unterpräfektur Oshima.

## Geographie
Oshima-Ōshima, die „große Oshima-Insel“, liegt nahe der Tsugaru-Straße und rund 55 Kilometer westlich der Oshima-Halbinsel, eine Halbinsel im äußersten Süden Hokkaidōs, und 38 Kilometer nordwestlich von Oshima-Kojima, der „kleinen Oshima-Insel“. Die unbewohnte Insel hat bei einer Länge von rund 4 Kilometer und einer Breite von etwa 3,5 Kilometer eine Fläche von circa 9,5 km².
Die Insel besteht aus den Gipfeln zweier zusammengewachsener Stratovulkane, die bei einem Basisdurchmesser von rund 18 Kilometern eine Höhe von rund 2300 Metern über dem Meeresboden erreichen. Die Vulkane förderten zu etwa 70 % Basalt; der Rest ist Andesit. Bei mehreren Ausbrüchen wurden sowohl Basalt als auch Andesit gefördert.
Im Osten der Insel liegt der Era-dake (江良岳; auch Higashi-yama (東山, „Ostberg“) genannt), mit 732,4 Metern (41° 31′ N, 139° 22′ O) über dem Meeresspiegel der höchste Punkt der Insel. Er ist der ältere der beiden Vulkane; seine letzten Ausbrüche fanden möglicherweise im späten Pleistozän statt. Weite Teile Oshima-Ōshimas sind von Laven und Pyroklastika des Kiyobe-dake (清部岳; auch Nishi-yama (西山, „Westberg“) genannt) bedeckt. Der Nordteil des westlichen Vulkans ist kollabiert und ins Meer gerutscht, so dass der Gipfel von einem hufeisenförmigen, nach Norden offenen Krater eingenommen wird. Der südliche Kraterrand erreicht eine maximale Höhe von 722 Metern (41° 31′ N, 139° 21′ O). Innerhalb des Kraters bildete sich der pyroklastische Kegel Kampō-dake (寛保岳), der sich rund 200 Meter über den Kraterboden erhebt und eine Höhe von 648 Metern (41° 31′ N, 139° 21′ O) über dem Meeresspiegel hat.

## Vulkanausbrüche
Anhand der Radiokarbonmethode wurden zwei Ausbrüche des Kiyobe-dake auf circa 800 v. Chr. und etwa 250 n. Chr. datiert.
Historische Berichte beschreiben Ausbrüche zwischen 1741 und 1790. Da die Insel unbewohnt war, werden überwiegend die Auswirkungen der Eruptionen auf die Inseln Hokkaidō und Honshū geschildert.
Ein Vulkanausbruch auf Oshima-Ōshima wurde zuerst am 18. August 1741 bemerkt. Ab dem 25. August fielen große Aschemengen auf Dörfer an der Küste der Oshima-Halbinsel. Am 29. August war eine gewaltige Explosion zu hören. Eine Stunde später lief ein 3 bis 13 Metern hoher Tsunami an der Küste im Südwesten Hokkaidōs auf. Der Tsunami breitete sich im Japanischen Meer nach Süden aus, erreichte im Norden Honshūs Höhen von 4 bis 6 Metern, auf der Insel Sado 2 bis 5 Meter und an der Ostküste der Koreanischen Halbinsel bis zu 4 Meter. Schätzungen zur Zahl der Toten schwanken zwischen rund 1600 bis zu über 2000 Menschen; zudem wurden zahlreiche Häuser und Schiffe zerstört.
1742 setzten sich die Eruptionen fort, wobei Asche und Pele-Haare auf die Oshima-Halbinsel fielen. Im August 1759 war die Stadt Aomori im Norden Honshūs von Aschefall betroffen. Die letzten bekannten Ausbrüche waren 1786 und 1790; damals wurden Rauchwolken über Oshima-Ōshima bemerkt. In der zweiten Hälfte des 20. Jahrhunderts waren Fumarolen am Kampō-dake aktiv.
Nach heutigen Kenntnisstand kollabierte bei der Eruption am 29. August 1741 die Nordseite des Kiyobe-dake, wodurch eine Trümmerlawine ausgelöst wurde, die sich im Meer ablagerte. Es entstand der hufeisenförmige Krater mit einem Durchmesser von rund 1,3 Kilometern und einer Tiefe von bis zu 160 Metern. Die Eruptionen von 1742 bauten den pyroklastischen Kegel Kampō-dake auf; zugleich trat im Krater ʻAʻā-Lava aus, die das Meer erreichte.
Die Entstehung des Tsunamis wird kontrovers diskutiert, da die von der Trümmerlawine auf der Insel bewegte Masse nicht ausreicht, um einen Tsunami der beobachteten Größenordnung zu verursachen. Eine mögliche Erklärung wurde in einem Erdbeben gesehen, das sowohl den Kollaps des Vulkans als auch den Tsunami auslöste. Ab 1993 vorgenommene bathymetrische Vermessungen des Meeresbodens nördlich von Oshima-Ōshima zeigten auf, dass sich der Flankenkollaps bis in über 1000 Meter Tiefe fortsetzt und dabei eine Breite von bis zu 5 Kilometern erreicht. In größerer Tiefe finden sich Hummocks – Hügelformen, die häufig bei der Ablagerung von Trümmerlawinen entstehen. Dabei bewegte die Trümmerlawine ein Volumen von rund 2,5 km³ bis zu 16 Kilometer weit. Nach Modellrechnungen kann eine Trümmerlawine dieser Größenordnung alleine den beobachteten Tsunami ausgelöst haben.